# Juliette Binocheová
Juliette Binocheová (* 9. března 1964 Paříž) je francouzská filmová a divadelní herečka, držitelka mnoha mezinárodních filmových cen, včetně Césara a Oscara za vedlejší roli ve filmu Anglický pacient (1996).

## Život a kariéra
Pochází z umělecké rodiny, její otec byl divadelní režisér a její matka herečka. Herectví vystudovala na pařížské konzervatoři CNSAD, ve filmu a v televizi se objevuje od svých osmnácti let.
Od roku 1985 je držitelkou Ceny Romy Schneider, v roce 1996 obdržela Oscara za vedlejší roli ve filmu Anglický pacient, za tuto roli obdržela i Filmovou cenu Britské akademie a Stříbrného medvěda na Berlínském filmovém festivalu. V roce 1992 získala cenu Felix, dnešní Evropskou filmovou cenu. Na Zlatý glóbus a Oscara byla nominována i v roce 2000 za snímek Čokoláda (obě ceny tehdy ale získala Julia Robertsová).

## Filmografie (výběr)
- 1985: Je vous salue Marie (Je vous salue Marie), režie Jean-Luc Godard
- 1985: Schůzka (Rendez-vous), režie André Téchiné
- 1986: Zlá krev (Mauvais Sang), režie Leos Carax
- 1988: Nesnesitelná lehkost bytí (The Unbearable Lightness of Being), režie Philip Kaufman
- 1991: Milenci z Pont-Neuf (Les Amants du Pont-Neuf), režie Leos Carax
- 1992: Bouřlivé výšiny (Wuthering Heights), režie Peter Kosminsky
- 1992: Posedlost (Fatale), režie Louis Malle
- 1993: Tři barvy: Modrá (Trois couleurs: Bleu), režie Krzysztof Kieślowski
- 1994: Tři barvy: Bílá (Trzy kolory: Bialy), režie Krzysztof Kieślowski
- 1994: Tři barvy: Červená (Trois couleurs: Rouge), režie Krzysztof Kieślowski
- 1995: Husar na střeše (Le Hussard sur le toit), režie Jean-Paul Rappeneau
- 1996: Anglický pacient (The English Patient), režie Anthony Minghella
- 1996: Pohovka v New Yorku (Un divan à New York), režie Chantal Akerman
- 1998: Alice a Martin (Alice et Martin), režie André Téchiné
- 1999: Děti století (Les Enfants du siècle), režie Diane Kurys
- 2000: Čokoláda (Chocolat), režie Lasse Hallström
- 2000: Kód neznámý (Code inconnu: Récit incomplet de divers voyages), režie Michael Haneke
- 2000: Prokletí ostrova Saint Pierre (La Veuve de Saint-Pierre), režie Patrice Leconte
- 2002: Felix a Rose – Láska po francouzsku (Décalage horaire), režie Danièle Thompson
- 2004: In My Country (In My Country), režie John Boorman
- 2005: Marie (Mary), režie Abel Ferrara
- 2005: Tajná přání (Bee Season), režie David Siegel a Scott McGehee
- 2005: Utajený (Caché), režie Michael Haneke
- 2006: 10 dní před katastrofou (Quelques jours en septembre), režie Santiago Amigorena
- 2006: Dveře dokořán (Breaking and Entering), režie Anthony Minghella
- 2006: Paříži, miluji tě (Paris, je t'aime), víc režisérů
- 2007: Let červeného balónku (Le Voyage du ballon rouge), režie Siao-sien Chou
- 2007: Stažení (Désengagement), režie Amos Gitai
- 2007: Život podle Dana (Dan in Real Life), režie Peter Hedges
- 2008: Letní čas (L'Heure d'été), režie Olivier Assayas
- 2008: Paříž (Paris), režie Cédric Klapisch
- 2008: Šírin (Shirin), režie Abbas Kiarostami
- 2010: Věrná kopie (Copie conforme), režie Abbas Kiarostami
- 2011: Ony (Elles), režie Malgorzata Szumowska
- 2011: Uzavřený případ (The Son of No One), režie Dito Montiel
- 2012: Cosmopolis (Cosmopolis), režie David Cronenberg
- 2012: Život té druhé (La Vie d'une autre), režie Sylvie Testudová
- 2013: Camille Claudel 1915 (Camille Claudel, 1915), režie Bruno Dumont

## Ocenění

### César
Ocenění
- 1994: César pro nejlepší herečku za film Tři barvy: Modrá

Nominace
- 1986: César pro nejlepší herečku za film Schůzka
- 1987: César pro nejlepší herečku za film Zlá krev
- 1992: César pro nejlepší herečku za film Milenci z Pont-Neuf
- 1993: César pro nejlepší herečku za film Posedlost
- 1996: César pro nejlepší herečku za film Husar na střeše
- 2001: César pro nejlepší herečku za film Prokletí ostrova Saint Pierre
- 2003: César pro nejlepší herečku za film Felix a Rose - Láska po francouzsku

### Jiná ocenění
Ocenění
- 1986: Cena Romy Schneider za film Schůzka
- 1992: Evropská filmová cena pro nejlepší herečku za film Milenci z Pont-Neuf
- 1993: cena pro nejlepší herečku na Benátském filmovém festivalu za film Tři barvy: Modrá
- 1996: Oscar pro nejlepší herečku ve vedlejší roli za film Anglický pacient
- 1997: Evropská filmová cena pro nejlepší herečku za film Anglický pacient
- 1997: cena pro nejlepší herečku na Berlínském filmovém festivalu za film Anglický pacient
- 2001: Evropská filmová cena - cena diváků pro nejlepší herečku za film Čokoláda
- 2010: cena pro nejlepší herečku na Filmovém festivalu v Cannes za film Věrná kopie

Nominace
- 1994: Zlatý glóbus za nejlepší ženský herecký výkon (drama) za film Tři barvy: Modrá
- 1996: Oscar pro nejlepší herečku za film Čokoláda
- 1996: Filmová cena Britské akademie pro nejlepší herečku ve vedlejší roli za film Anglický pacient
- 1997: Zlatý glóbus za nejlepší ženský herecký výkon ve vedlejší roli za film Anglický pacient
- 2001: Filmová cena Britské akademie pro nejlepší herečku za film Anglický pacient
- 2001: Zlatý glóbus za nejlepší ženský herecký výkon (drama) za film Čokoláda
- 2005: Evropská filmová cena pro nejlepší herečku za film Utajený